# Ібрагіма Айа
Ібрагі́ма А́йа́ (Ibrahima Aya; *10 жовтня 1967, Гундам, Малі) — малійський агроном і письменник.

## З життєпису
Ібрагіма Айа вивчав агрономію в Молдавській РСР (СРСР). 
Він працював агрономом і став відомим завдяки проекту інтегрованого розвитку озера, також працював консультантом організації допомоги та розвитку Малі Aide et Développement au Mali. 
Починаючи від 2001 року працював незалежним консультантом.
На додачу до своєї основної роботи Ібрагіма Айа присвятив себе письменництву. У 2001 році він опублікував твір «Стара Пань» (Le vieux pagne), а 2002 року «Багатий чи бідний на місяць» (Riche ou pauvre pour un mois).
Від липня 2002 року він щомісяця дописує до малійської щоденної газети L'Essor. Деякі з його творів описують уявний світ, зібраний з різних фактів; інші зображують звичайні сільські події. Укладено антологію його творчості.
Ібрагіма Айа є президентом асоціації La Jeune Société du Savoir («Молоде суспільство знань»). Вона брала участь у Retour de Bamako III. 